# Faustino Luciferano
Faustino Luciferano fue un sacerdote de la secta cismática de los luciferianos en el siglo IV.

## Historia
Lo poco que se sabe de Faustino hay que buscarlo en sus escritos. Por el año 380 era en Roma sacerdote de la secta cismática de los luciferianos. Presbítero romano del siglo IV. Participó en el Concilio de Nicea. Es uno de los padres de los primeros siglos que menos datos se conocen de su vida. El apellido Luciferino proviene de haberse adherido a una secta que lideraba Lucifer de Cagliari, condenado por san Atanasio, san Hilario de Poitiers, Osio de Córdoba y Liberio de Roma.
Escribió su famoso tratado De Trinitate inspirado en Gregorio de Elvira, junto con otros dos escritos compuesto hacia el 380 y que dedicó probablemente a Flacila, esposa del Emperador Teodosio. Esta obra expone los puntos fundamentales de la doctrina católica antiarriana, sin especial originalidad, pero de manera muy clara. Faustino expresa primero la posición arriana, después añade una exposición de conjunto con la doctrina católica, y desciende luego a cuestiones particulares para dilucidar algunos puntos nodales de la controversia (el Hijo no ha sido creado, sino que es verdadero Hijo y verdadero Dios; la inmutabilidad del Hijo, sobre todo en relación con la encarnación), así como comentarios a textos bíblicos muy debatidos por ambas partes (Jn 14, 28; Hch 2, 36; Prov. 8, 22). Esta obra termina con una exposición breve, pero completa, sobre el Espíritu Santo.
Envió una breve profesión de fe a Teodosio para defenderse de la acusación de sabelianismo que le habían lanzado los católicos. Dicha profesión la realiza debido a que no parece muy subsidiario de Ambrosio y otros. Faustino se mueve con competencia y desenvoltura a pesar del riguroso tecnicismo del asunto. Esta profesión de fe demuestra un sentido teológico más despierto en especial en la doctrina del Espíritu Santo.

## Obras
De Trinitate sive de fide adversus Arianos (De Trinitate), escrita hacia el 380, dedicada a la emperatriz Flacila. Por esta obra es acusado de sabelianismo (confusión de las tres divinas personas). Basándose en los lugares básicos de la Sagrada Escritura, Faustino explica la realeza y sacerdocio de Cristo, procedentes de la plenitud de la unción del Espíritu Santo. Por su belleza teológica ha merecido figurar en la Liturgia de las Horas.
El præfatio a su memorial que se creía obra de Faustino, no lo es sino de Ursiniano.
De confessione verae fidei et ostentatione sacrae communionis et persecutione adversantium veritati, conocido mejor como Libbellus precum, escrito en el 384, junto con el sacerdote luciferano Marcelino, dirigido a Teodosio para obtener la protección de los cismáticos contra las violencias de los católicos. La obra contiene, junto con elementos legendarios, noticias importantes para la historia de los luciferanios. Sus deducciones son exageradas y partidistas. Este escrito es de gran importancia para conocer el cisma.